# Unreal Championship
Unreal Championship est un jeu vidéo de tir à la première personne développé par Epic Games et Digital Extremes et publié par Infogrames sur Xbox le 12 novembre 2002 en Amérique du Nord et le 29 novembre 2002 en Europe. Il fait suite à Unreal Tournament dont il reprend l'univers de science-fiction dans lequel le joueur incarne un combattant participant à un tournoi de combats à mort. Comme son prédécesseur, le jeu est orienté multijoueur, son mode solo se focalisant sur des affrontements contre des bots dans différents modes de jeu. Il propose en effet cinq modes de jeu incluant le match à mort et la capture du drapeau, déjà présent dans UT, et de nouveaux modes comme la double domination ou la bombe de balle.
Unreal Championship est au départ développé en parallèle d'Unreal Tournament 2003 par Epic Games et Digital Extremes mais les deux studios décident finalement de se concentrer chacun sur un titre spécifique, la suite du développement étant alors confiée à Digital Extremes. Comme Unreal Tournament 2003, le jeu est plutôt bien accueilli par la presse spécialisée et connait un certain succès auprès des joueurs bien que ces derniers regrettent l'absence du système de véhicules initialement annoncé par les développeurs. Le jeu a bénéficié d'une suite baptisée Unreal Championship 2: The Liandri Conflict et publiée sur Xbox en avril 2005.

## Trame
Unreal Championship prend place dans un univers de science-fiction futuriste, plus d'un siècle après la création de The Tournament par la Liandri. Soixante-dix ans plus tôt, une flotte d'aliens disposant de technologies avancées est parvenue à dominer l'humanité et à la placer sous l'égide de l'empire. D'abord révulsé par l'idée du tournoi, l'empereur ne tarde pas à comprendre l’intérêt qu'il peut en tirer et décide de perpétuer la tradition. Participer au tournoi devient une preuve de puissance, attirant la lie de la société mais aussi la noblesse impériale. Les nobles refuse cependant d'utiliser le dispositif de résurrection du tournoi, jugé infamant, donnant ainsi aux dissidents une chance de s'en débarrasser en les tuant définitivement.

## Système de jeu
Comme Unreal Tournament est un jeu de tir à la première personne se focalisant sur des affrontements entre combattants dans des arènes prévues à cet effet. Il partage de nombreux éléments de gameplay avec Unreal Tournament 2003, publié sur PC à la même période, en proposant une interface adaptée à une jouabilité avec une manette de jeu.

### Équipement
Au début d’un match standard, le joueur dispose de deux armes : le fusil d'assaut, qui dispose notamment d'un lance grenade, et le marteau bouclier, ce dernier étant une arme de faible portée pouvant générer un bouclier et être utilisée pour se propulser en l'air. En explorant l’arène, le joueur peut récupérer d’autres types d’armes plus ou moins puissantes. La plupart des armes du jeu, comme le fusil shock, le link gun ou le canon flak, sont des versions modifiées des armes disponibles dans Unreal et Unreal Tournament. De nouvelles armes font néanmoins leur apparition, comme le lightning gun ou le pointeur ionique. Le premier est une arme de précision, similaire au railgun de Quake III, disposant d'un zoom alors que le second sert à désigner une cible pour un canon à ion se trouvant en orbite et disposant d'une puissance de feu considérable.
En plus des armes standards, certaines armes spéciales ne sont disponibles que dans certains modes de jeux ou par l’intermédiaire d’un « mutator ». Le translocateur, qui n'est disponible que dans certains modes de jeu, projette par exemple un module jusqu’auquel le joueur peut ensuite se téléporter. De son côté, le fusil shock amélioré (l'instagib) n’est disponible qu’en activant un mutator spécifique dans lequel celui-ci devient l’unique arme disponible et permet de tuer n’importe quel adversaire en un coup.
Outre les armes, de nombreux bonus sont disponibles dans le jeu. Les plus fréquents, les trousses de soins et les armures, permettent respectivement de se soigner et d’absorber une partie des dégâts subis par le personnage. Certains bonus plus rares et souvent dissimulés dans un passage secret donnent au joueur des avantages spéciaux temporaires.

### Modes de jeu
- Deathmatch : les joueurs s'affrontent dans un combat à mort. Chaque ennemi tué rapporte un point. Le joueur qui atteint la limite de points le premier ou qui possède le plus haut score à la fin du temps imparti, gagne.
- Deathmatch en équipe : similaire au deathmatch, mais les joueurs sont répartis en deux équipes. Le score de l'équipe est égal au total de points de tous ses joueurs.
- Capture de drapeau : chaque équipe possède une base avec un drapeau. Les joueurs doivent protéger leur drapeau tout en capturant celui de l'adversaire (en le ramenant à leur propre drapeau).
- Bombe de Balle : chaque équipe possède un but. Une balle se trouve au centre de l'arène. Chaque équipe doit s'emparer de la balle et la faire passer dans le but adverse. Le porteur de balle se régénère lentement, mais ne peut pas tirer. Jeter la balle dans le but adverse rapporte 3 points ; passer à travers le but en la portant en rapporte 7.
- Double Domination : l'arène comprend deux points. Une équipe marque un point en tenant les deux pendant dix secondes.
- Survival: deux joueurs se battent en duel. Lorsque l'un d'eux est tué, il est remplacé par un joueur en liste d'attente. Le mode se comporte comme un mélange des modes Deathmatch et Dernier survivant.

Le jeu inclut des bots, mais plusieurs joueurs (jusqu'à 4) peuvent jouer simultanément en écran divisé.

## Développement
Lorsqu'Epic Games commence à développer leur nouveau moteur de jeu, l'UnrealEngine 2, la stratégie du studio est de développer des outils permettant de facilement créer des jeux multiplateformes pouvant fonctionner sur PC aussi bien que sur les consoles de l'époque comme la PlayStation 2, la Xbox ou la Dreamcast. Dans ce contexte, Epic Games et Digital Extremes décident de développer un nouveau Unreal Tournament, à l’époque baptisé Unreal Tournament 2, d'abord destiné à la Xbox mais bénéficiant également d'une version sur PC. Les deux jeux sont alors développés en parallèle, leur sortie étant prévu au cours de l’été 2002. Après l’E3 2002, les deux studios se rendent compte qu’ils peuvent terminer les deux jeux plus rapidement si chacun d’eux se concentre sur un titre spécifique, le développement de la version PC — baptisée Unreal Tournament 2003 — étant alors confié à Epic Games alors que Digital Extremes se focalise sur la version Xbox baptisée Unreal Championship,. Le développement prend cependant du retard, les deux jeux étant finalement publiés respectivement le 30 septembre et le 12 novembre 2002.
Les développeurs prévoient au départ d'inclure des véhicules dans Unreal Championship. L'idée est cependant abandonnée au cours du développement du fait du planning serré du développement et de contraintes techniques, les développeurs jugeant notamment qu'ils ne disposent pas d'assez de mémoire pour inclure ces véhicules et des cartes adaptées à ces derniers.

## Versions et modifications

### Versions
La version Xbox du jeu est publiée par Infogrames le 12 novembre 2002 en Amérique du Nord et le 29 novembre 2002 en Europe.
Le 22 mai 2003, le jeu a bénéficié d'un patch corrigeant un certain nombre de bugs, faisant d'Unreal Championship le premier jeu sur console à bénéficier d'un patch disponible en téléchargement.
Le jeu a ensuite été réédité dans la collection Platinum Hits de la Xbox en août 2003.

### Bonus Pack
Après la sortie du jeu, Digital Extremes continuent d’enrichir le jeu par l’intermédiaire d'un bonus pack publié le 28 mars 2003 et disponibles gratuitement en téléchargement. Celui-ci inclut quatre nouvelles cartes dont trois pour le mode match à mort et une pour le capture du drapeau.

## Accueil
| Unreal Championship   |      |       |
| Média                 | Nat. | Notes |
| Eurogamer             | US   | 8/10  |
| Gamekult              | FR   | 8/10  |
| GameSpot              | US   | 85 %  |
| GameSpy               | US   | 4/5   |
| IGN                   | US   | 92%   |
| Jeux vidéo Magazine   | FR   | 16/20 |
| Compilations de notes |      |       |
| Metacritic            | US   | 83 %  |
| GameRankings          | US   | 83 %  |

## Postérité

### Suites
Après la sortie d’Unreal Tournament 2003 et de Unreal Championship, Epic Games et Digital Extremes commencent à travailler sur le développement d'une suite basée sur le même moteur de jeu et baptisée Unreal Tournament 2005. Du fait des critiques des fans concernant Unreal Tournament 2003, Epic Games décide cependant de se focaliser sur l'amélioration de ce dernier et commence à travailler sur Unreal Tournament 2004. La version PC d'Unreal Tournament 2005 est alors abandonnée, le studio prévoyant alors de ne le publier que sur Xbox. Le jeu est finalement rebaptisé Unreal Championship 2: The Liandri Conflict et est publié par Midway Games le 18 avril 2005.